# Archaiologikon Deltion
Archaiologikon Deltion (en grec moderne : Αρχαιολογικόν Δελτίον), est une revue d'archéologie publiée à Athènes de 1915 à 1936 puis de 1959 à 1988 et depuis 1979.
Elle a été fondée en 1915 par Panayiótis Kavvadías.